# Unterramsern
Unterramsern – miejscowość i gmina w Szwajcarii, w kantonie Solura, w jednostce administracyjnej (Amtei) Bucheggberg-Wasseramt, w okręgu Bucheggberg.

## Demografia
W Unterramsern mieszka 219 osób. W 2021 roku 6,4% populacji gminy stanowiły osoby urodzone poza Szwajcarią. 